# Condado de York (Austrália do Sul)
O Condado de York é um dos 49 condados da Austrália do Sul. Foi proclamado pelo Governador em exercício Samuel Way em 1895 e nomeado para o rei George V que era conhecido na época como Duque de York. Abrange uma parte do estado na península de Eyre costa leste na latitude de Whyalla. Ele se estende para o oeste até o limite leste do Parque de Conservação do Lago Gilles

## Hundreds
O Condado de York inclui os seguintes 7 hundreds:
- Hundred de Cultana (Cultana, Port Bonython)
- Hundred de Ash (Middleback Range, Myola Station)
- Hundred de Randell (Middleback Range, Whyalla, Mullaquana)
- Hundred de Nilginee (Secret Rocks, Cooyerdoo)
- Hundred de Moonabie (Middleback Range, Cooyerdoo)
- Hundred de Batchelor (Middleback Range)
- Hundred de Poynton (Middleback Range, Murninnie Beach)